# Tatra Prezident
La Tatra Prezident è una concept car prodotta dalla Tatra e disegnata dall'Ecorra verso il 1994.

## Sviluppo
Lo sviluppo di questo prototipo avvenne verso gli anni novanta quando il designer ceco Václav Král, che allora lavorava per l'azienda Ecorra, dove studiano alcuni tipi di prototipi, disegnò questa concept car dalle linee lussuose e sportive. 
Nel 1994 venne presentata la Tatra Prezident, che adottava il pianale della berlina di lusso Tatra T613-4. 
Lo sviluppo di questo prototipo ispirerà alcuni nuovi modelli della casa automobilistica come l'ultima serie della Tatra T613-4, denominata Mi95, e la nuova Tatra 700.